# HMS Troubridge (R00)
HMS Troubridge (R00/F09) là một tàu khu trục lớp T được Hải quân Hoàng gia Anh Quốc chế tạo trong Chương trình Khẩn cấp Chiến tranh để phục vụ trong Chiến tranh Thế giới thứ hai. Sống sót qua cuộc chiến tranh, nó được cải biến thành một tàu frigate nhanh chống tàu ngầm Kiểu 15 vào năm 1955, mang ký hiệu lườn mới F09, và tiếp tục phục vụ cho đến khi bị tháo dỡ năm 1970.

## Thiết kế và chế tạo
Troubridge được chế tạo tại xưởng tàu của hãng John Brown & Company ở Clydebank, Scotland; và được đặt lườn vào ngày 10 tháng 11 năm 1941. Nó được hạ thủy vào ngày 23 tháng 9 năm 1942 và nhập biên chế cùng Hải quân Hoàng gia vào ngày 8 tháng 3 năm 1943.

## Lịch sử hoạt động

### Thế Chiến II
Vào năm 1943, Troubridge được điều sang khu vực Địa Trung Hải, nơi nó làm nhiệm vụ hộ tống bảo vệ các tàu chiến chủ lực hạm đội. Nó nằm trong thành phần hộ tống cho các tàu tuần dương Aurora, Newfoundland, Orion, Penelope và Euryalus, và cùng với các tàu khu trục và tàu phóng lôi của Hạm đội Địa Trung Hải tham gia cuộc đầu hàng tại Pantellaria vào ngày 10 tháng 5 năm 1943. Nó đã hỗ trợ cho cuộc tấn công các tàu chiến Ý, cung cấp hỏa lực phòng không, cũng như hỗ trợ các cuộc đổ bộ của binh lính Đồng Minh lên Sicily, Calabria và Salerno. Một hoạt động tác chiến đáng kể của nó là đã cùng tàu khu trục chị em HMS Terpsichore và tàu khu trục Ba Lan ORP Garland thả mìn sâu đánh chìm tàu ngầm U-boat Đức U-407 về phía Nam Milos, ở tọa độ 36°27′B 24°33′Đ / 36,45°B 24,55°Đ. Việc đánh chìm đã đưa đến việc giải tán Chi hạm đội U-boat 29 của Đức.
Đến năm 1944, Troubridge được điều sang khu vực Viễn Đông để hoạt động phối hợp cùng Hải quân Hoa Kỳ. Trong số các hoạt động mà nó tham gia có cuộc tấn công trên Truk. Sau chiến tranh, nó quay trở về Portsmouth vào năm 1946.

### Sau chiến tranh
Sau chiến tranh, Troubridge được cải biến thành một tàu frigate nhanh chống tàu ngầm Kiểu 15 vào năm 1955, mang ký hiệu lườn mới F09. Nó đã tham gia Ngày Hải quân tại Portsmouth năm 1959  trước khi được điều động sang Tây Ấn. Vào ngày 7 tháng 9 năm 1964, nó được phân về Hải đội Hộ tống 27 cùng với các tàu khu trục Agincourt và Carysfort cùng tàu frigate Galatea.
Troubridge bị bán để tháo dỡ vào năm 1970.